# Desnudo sentado (1918)
Desnudo sentado o Desnudo sentado con las manos en el regazo es una pintura al óleo sobre lienzo del artista italiano Amedeo Modigliani creada en 1918. La obra es una de las docenas de desnudos creados por Modigliani entre 1916 y 1919. 

## Descripción
Desnudo sentado fue pintado en la época en que las vanguardias en París dejaron de pintar desnudos tradicionales, sin embargo Modigliani aceptó el desafío de pintar desnudos por el puro sentido de la pintura.  Simultáneamente abstractos y eróticamente detallados, exhiben una gracia formal que hace referencia a los desnudos del Renacimiento italiano mientras que al mismo tiempo objetivan la sexualidad de sus sujetos; "ejemplifican su posición entre la tradición y el modernismo".  Los desnudos de este período están "expuestos con audacia, con apenas una leve sugerencia de entorno... ni recatados ni provocativos, están representados con un grado de objetividad. Sin embargo, la aplicación uniforme y áspera de pintura -como si la aplicara la mano de un escultor- está más relacionada con la masa y la percepción visceral del cuerpo femenino que con la excitación y la recreación de la carne translúcida y táctil". 
La pintura combina elementos clásicos y una forma abstracta de pintar. La joven rubia destaca sobre el fondo grisáceo. Desnudo sentado está pintado en un estilo moderno pero que aun así recuerda a obras de Tiziano, Goya y Velázquez. 

## Procedencia
Fue propiedad de la Galería Bernheim Jeune de París, luego de una colección privada en París, después en la Colección de Helen Hughes Richards y finalmente pasó a la Colección de Carter Galt en Honolulu, quien en 1960 lo donó al Museo de Arte de Honolulu. 